# Kapel van Teneikenen
De Kapel van Teneikenen is een gotische kapel in de Belgische gemeente Zonhoven. De kapel is toegewijd aan Onze-Lieve-Vrouw, Troosteres der Bedrukten, en ze is een beschermd dorpsgezicht sinds 1974.

## Geschiedenis
De kapel werd in meerdere fases tussen eind 15e en begin 16e eeuw gebouwd en in het jaar 1900 werd het uitgebreid met een zijportraal. De restauratie vond plaats van 1980 tot 1981.
Al sinds lang staat de kapel als bedevaartsoord bekend. Het vereerde beeld zou in 1567 tijdens de Beeldenstorm verdwenen zijn en werd dus vervangen door een nieuw Mariabeeld uit 1525, dat het werk van een beeldhouwer uit Mechelen was. Nu staat er een kopie van de Mechelse madonna, dit keer gesneden door Karl Wasle, een Oostenrijkse kunstenaar, in 1975.
Niet alleen de kapel, maar ook haar omgeving is geclassificeerd als monument. In het tuintje wat vermoedelijk ooit een kerkhof was, staat een meer dan 100 jaar oude eik.
In de kapel bevindt zich een muurschilderij van een Verkeerde Lieve Heer, geschilderd door Zonhovenaar Fred Bellefroid.

## Galerij

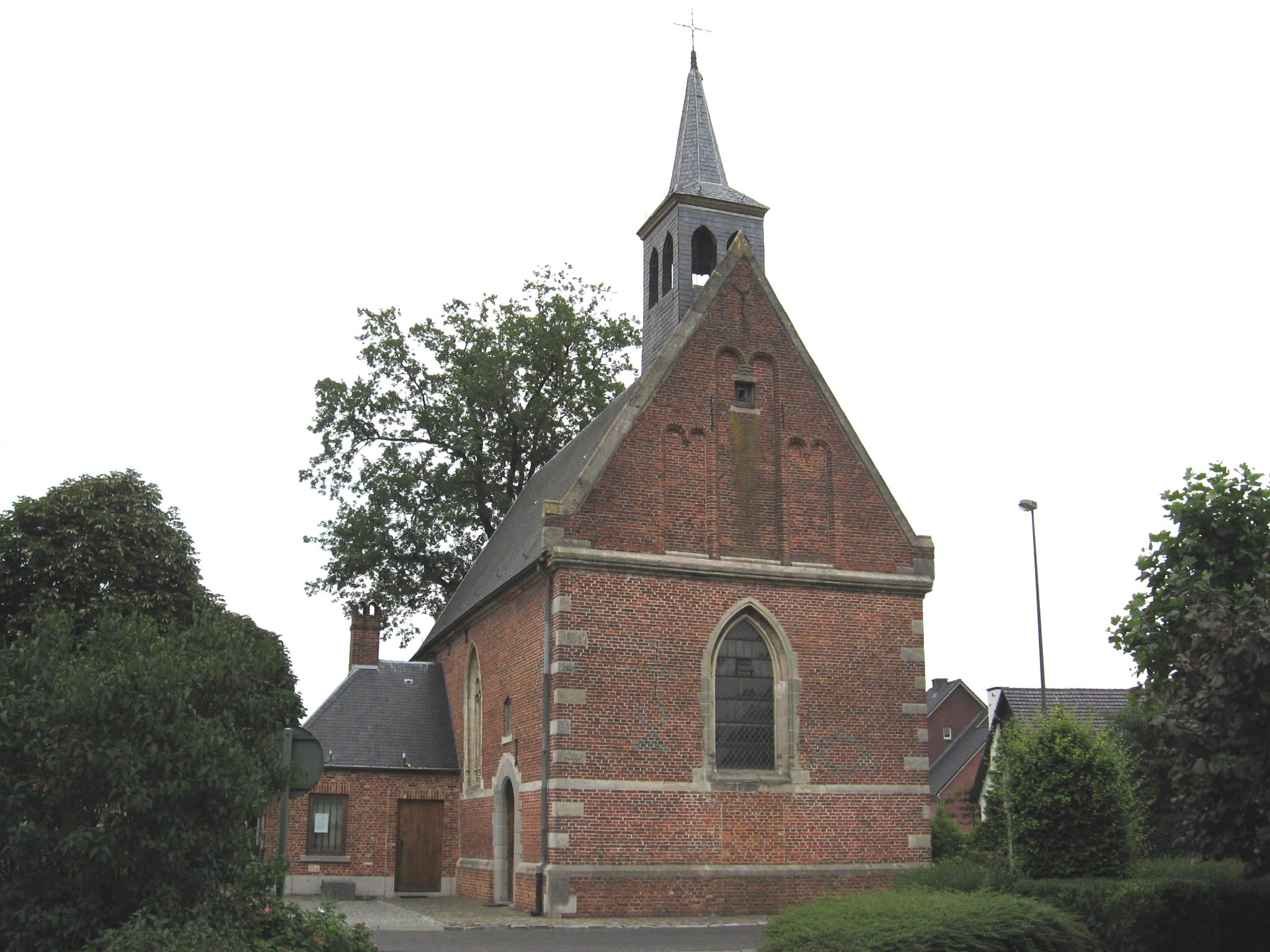
De Kapel van Teneikenen
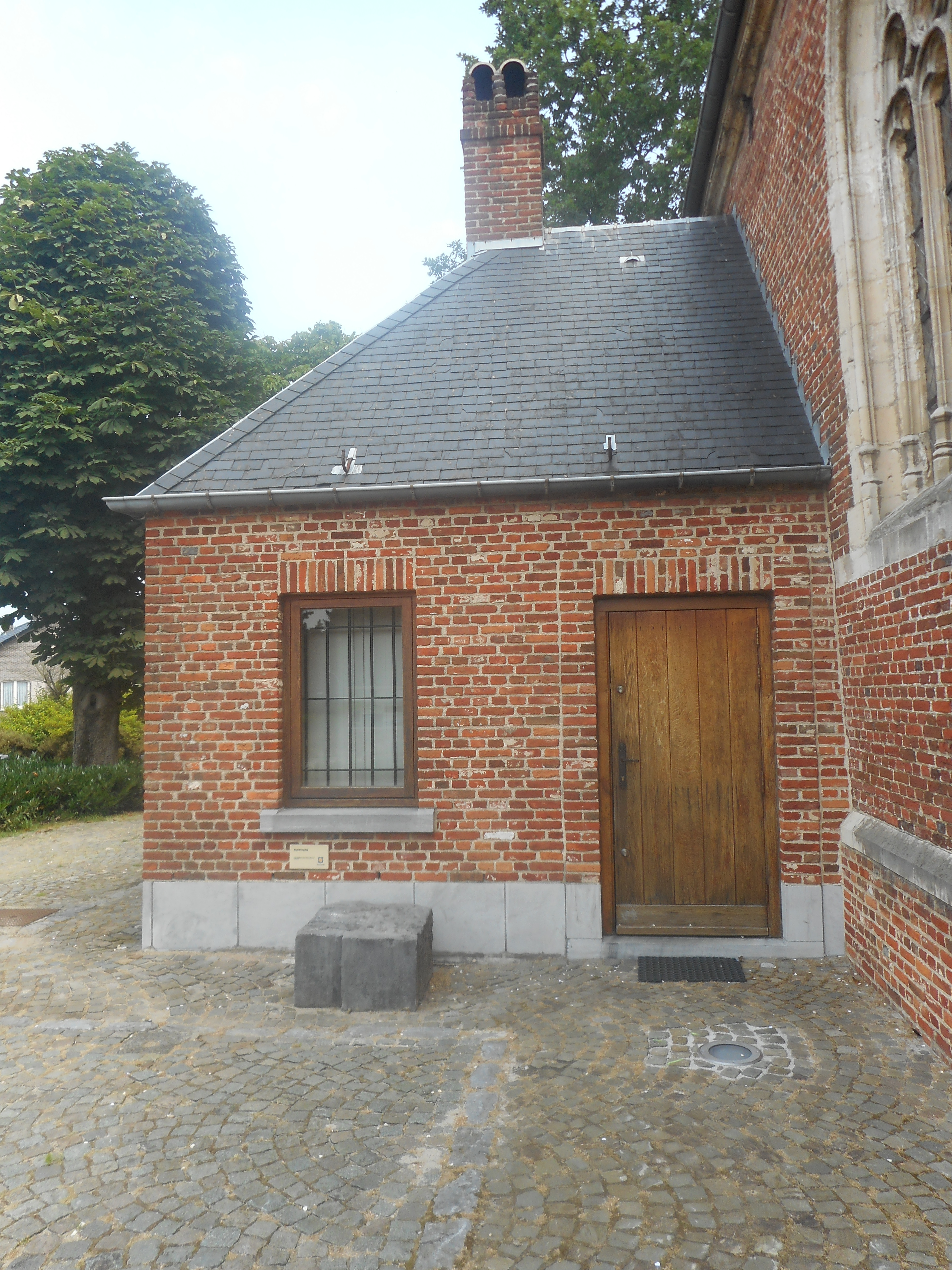
Het zijportaal
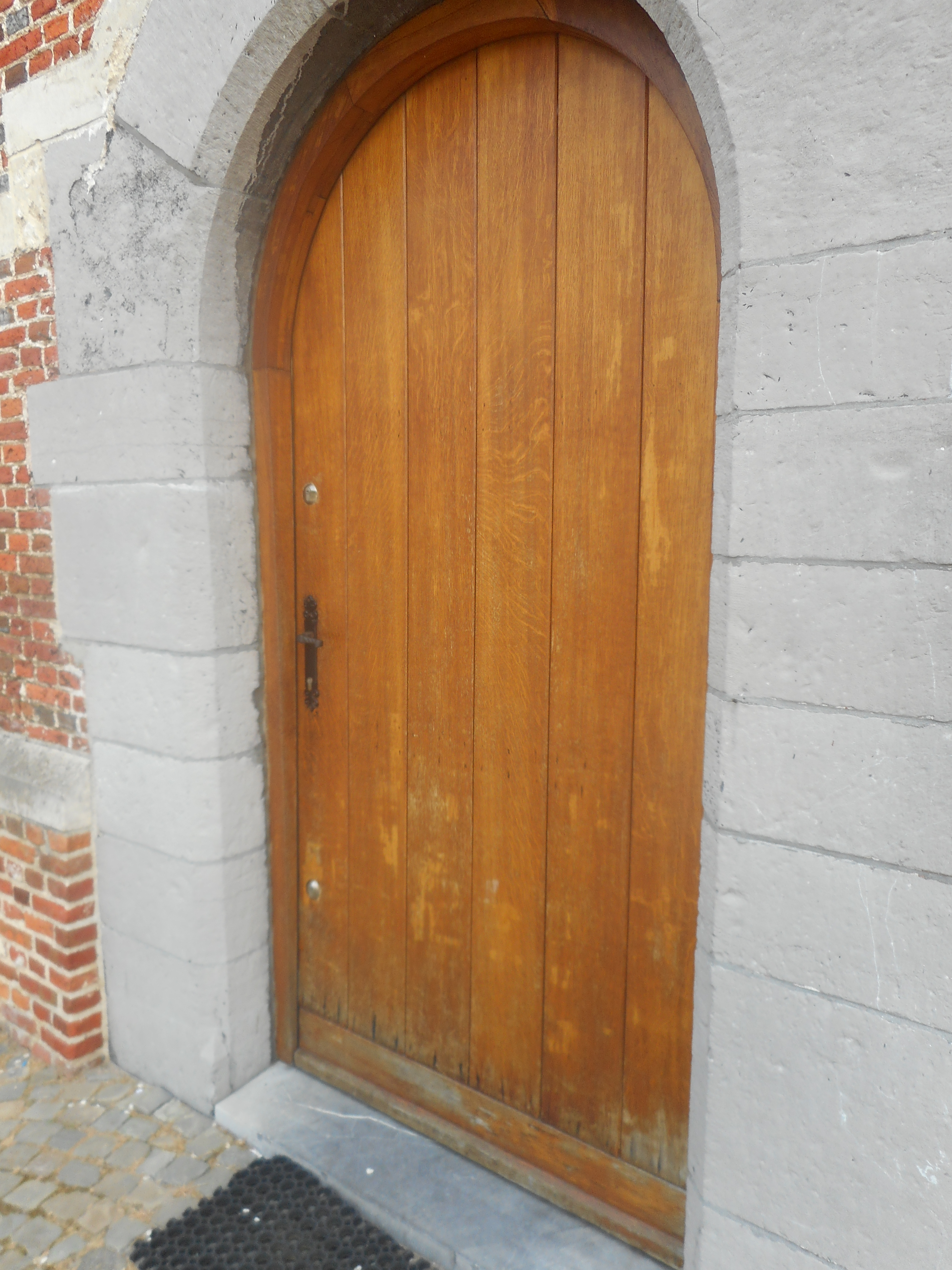
De toegangsdeur
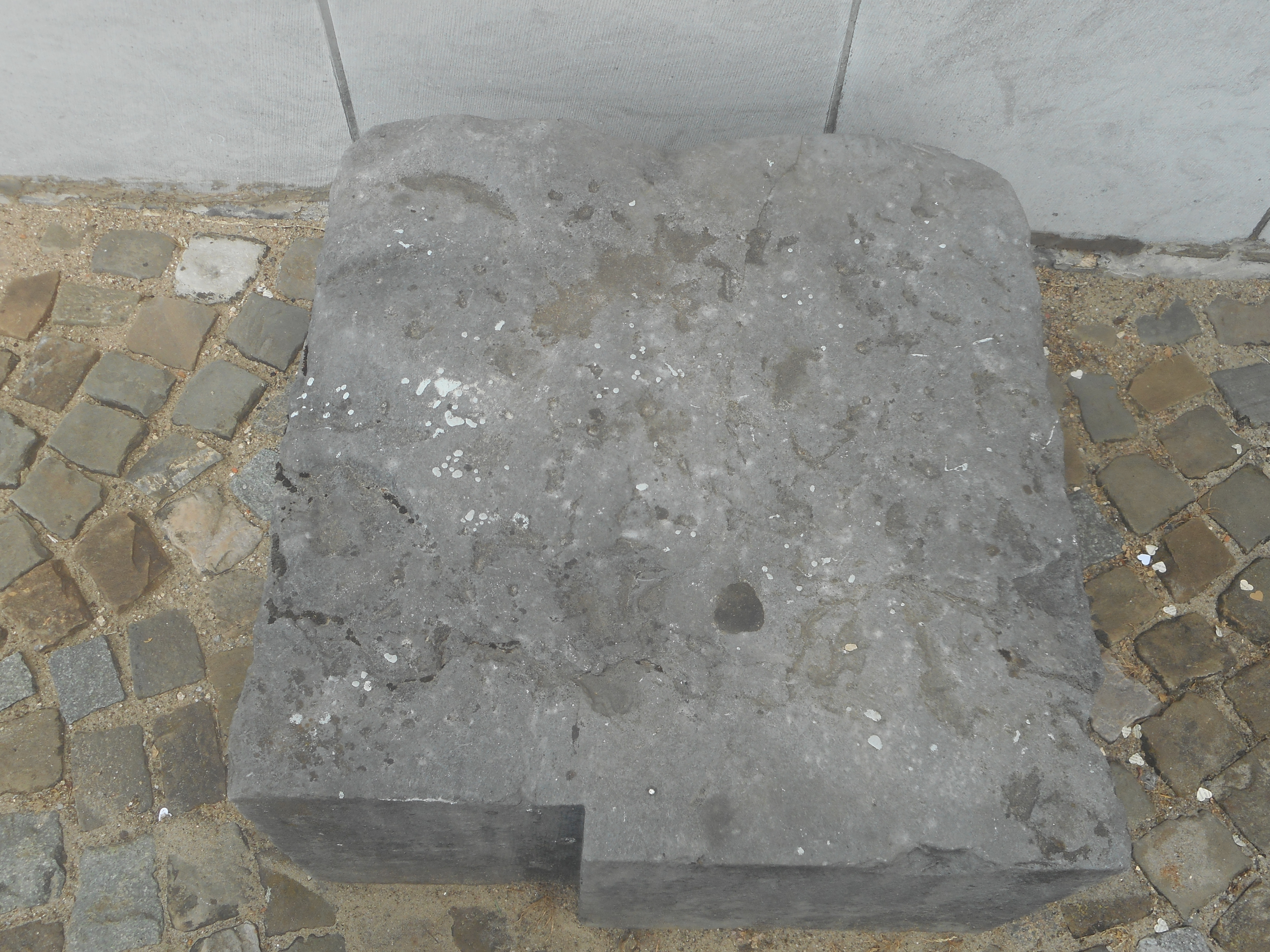
De roepsteen
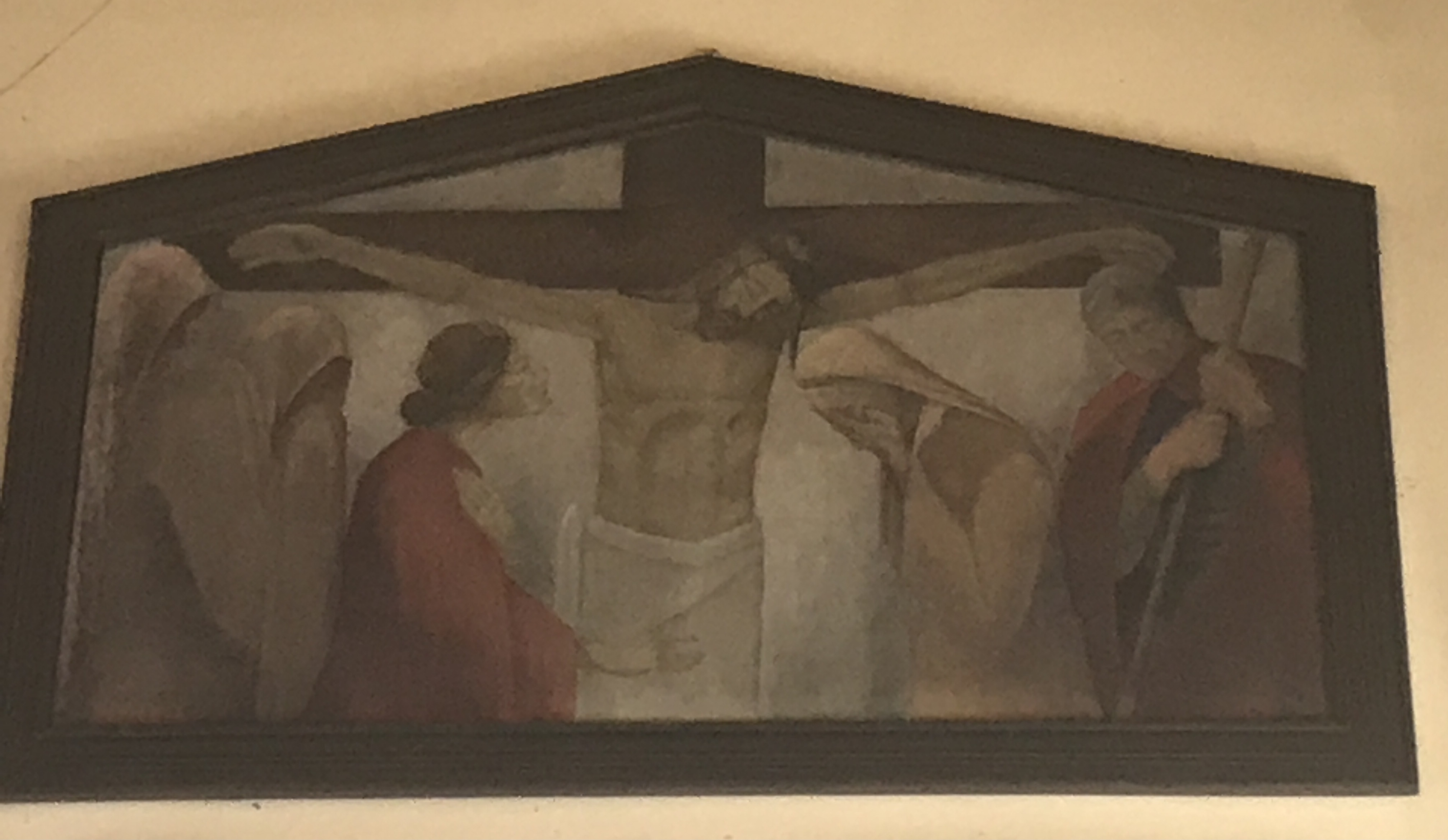
De Verkeerde Lieve Heer